# Muriaé (microregio)
Muriaé is een van de 66 microregio's van de Braziliaanse deelstaat Minas Gerais. Zij ligt in de mesoregio Zona da Mata en grenst aan de microregio's Manhuaçu, Ponte Nova, Viçosa, Ubá, Cataguases, Santo Antônio de Pádua (RJ), Itaperuna (RJ) en Alegre (ES). De microregio heeft een oppervlakte van ca. 4.752 km². In 2006 werd het inwoneraantal geschat op 275.348.
Twintig gemeenten behoren tot deze microregio:
- Antônio Prado de Minas
- Barão de Monte Alto
- Caiana
- Carangola
- Divino
- Espera Feliz
- Eugenópolis
- Faria Lemos
- Fervedouro
- Miradouro
- Miraí
- Muriaé
- Orizânia
- Patrocínio do Muriaé
- Pedra Dourada
- Rosário da Limeira
- São Francisco do Glória
- São Sebastião da Vargem Alegre
- Tombos
- Vieiras

Mesoregio's: Campo das Vertentes · Central Mineira · Jequitinhonha · Metropolitana de Belo Horizonte · Noroeste de Minas · Norte de Minas · Oeste de Minas · Sul e Sudoeste de Minas · Triângulo Mineiro e Alto Paranaíba · Vale do Mucuri · Vale do Rio Doce · Zona da Mata

Microregio's: Aimorés · Alfenas · Almenara · Andrelândia · Araçuaí · Araxá · Barbacena · Belo Horizonte · Bocaiuva · Bom Despacho · Campo Belo · Capelinha · Caratinga · Cataguases · Conceição do Mato Dentro · Conselheiro Lafaiete · Curvelo · Diamantina · Divinópolis · Formiga · Frutal · Governador Valadares · Grão Mogol · Guanhães · Ipatinga · Itabira · Itaguara · Itajubá · Ituiutaba · Janaúba · Januária · Juiz de Fora · Lavras · Manhuaçu · Mantena · Montes Claros · Muriaé · Nanuque · Oliveira · Ouro Preto · Pará de Minas · Paracatu · Passos · Patos de Minas · Patrocínio · Peçanha · Pedra Azul · Pirapora · Piumhi · Poços de Caldas · Ponte Nova · Pouso Alegre · Salinas · Santa Rita do Sapucaí · São João del-Rei · São Lourenço · São Sebastião do Paraíso · Sete Lagoas · Teófilo Otoni · Três Marias · Ubá · Uberaba · Uberlândia · Unaí · Varginha · Viçosa